# Torneo di pallacanestro maschile NCAA Division I 1942
Il Torneo di pallacanestro maschile NCAA Division I 1942 si disputò dal 20 marzo al 28 marzo 1942. Si trattò della quarta edizione del torneo.
Vinsero il titolo gli Stanford Indians (in seguito divenuti Stanford Cardinal). Howie Dallmar venne eletto Most Outstanding Player.

## Risultati
|  | Quarti di finale | Quarti di finale         | Quarti di finale   |                  |                    | Semifinali | Semifinali | Semifinali |  |  | Finale nazionale | Finale nazionale   | Finale nazionale |
|  |                  |                          |                    |                  |                    |            |            |            |  |  |                  |                    |                  |
|  |                  | Dartmouth B. Green       | 44                 |                  |                    |            |            |            |  |  |                  |                    |                  |
|  |                  | Penn State Nittany Lions | 39                 |                  |                    |            |            |            |  |  |                  |                    |                  |
|  |                  | Penn State Nittany Lions | 39                 |                  | Dartmouth B. Green | 47         |            |            |  |  |                  |                    |                  |
|  |                  |                          |                    |                  | Dartmouth B. Green | 47         |            |            |  |  |                  |                    |                  |
|  |                  |                          | Kentucky Wildcats  | 28               |                    |            |            |            |  |  |                  |                    |                  |
|  |                  | Illinois Fighting Illini | Kentucky Wildcats  | 28               | 44                 |            |            |            |  |  |                  |                    |                  |
|  |                  | Illinois Fighting Illini |                    |                  | 44                 |            |            |            |  |  |                  |                    |                  |
|  |                  | Kentucky Wildcats        | 46                 |                  |                    |            |            |            |  |  |                  |                    |                  |
|  |                  |                          |                    |                  |                    |            |            |            |  |  |                  | Dartmouth B. Green | 38               |
|  |                  |                          |                    | Stanford Indians | 53                 |            |            |            |  |  |                  |                    |                  |
|  |                  | Stanford Indians         | 53                 |                  |                    |            |            |            |  |  |                  |                    |                  |
|  |                  | Rice Owls                | 47                 |                  |                    |            |            |            |  |  |                  |                    |                  |
|  |                  | Rice Owls                | 47                 |                  | Stanford Indians   | 46         |            |            |  |  |                  |                    |                  |
|  |                  |                          |                    |                  | Stanford Indians   | 46         |            |            |  |  |                  |                    |                  |
|  |                  |                          | Colorado Buffaloes | 35               |                    |            |            |            |  |  |                  |                    |                  |
|  |                  | Kansas Jayhawks          | Colorado Buffaloes | 35               | 44                 |            |            |            |  |  |                  |                    |                  |
|  |                  | Kansas Jayhawks          |                    |                  | 44                 |            |            |            |  |  |                  |                    |                  |
|  |                  | Colorado Buffaloes       | 46                 |                  |                    |            |            |            |  |  |                  |                    |                  |

### Finale nazionale
| Arbitri: | Glenn Adams Abb Curtis |

|              |            |              |
| Dallmar 15   | Punti      | 12 Munroe    |
| Everett Dean | Allenatori | Ozzie Cowles |

| Campione NCAA 1942         |
| -------------------------- |
| Stanford Indians 1º titolo |

## Formazione vincitrice
|    | Naz.                   | Ruolo | Sportivo      |  |  |  |  |
| -- | ---------------------- | ----- | ------------- |  |  |  |  |
| 5  | Stati Uniti (bandiera) |       | Ed Voss       |  |  |  |  |
| 6  | Stati Uniti (bandiera) | A     | Howie Dallmar |  |  |  |  |
| 8  | Stati Uniti (bandiera) | A     | Don Burness   |  |  |  |  |
| 11 | Stati Uniti (bandiera) |       | Bill Cowden   |  |  |  |  |
| 17 | Stati Uniti (bandiera) | AC    | Jim Pollard   |  |  |  |  |
|    | Stati Uniti (bandiera) |       | Jack Dana     |  |  |  |  |
|    | Stati Uniti (bandiera) |       | Fred Linari   |  |  |  |  |
|    | Stati Uniti (bandiera) |       | Larry Dee     |  |  |  |  |
|    | Stati Uniti (bandiera) |       | Leo McCaffrey |  |  |  |  |
|    | Stati Uniti (bandiera) |       | Fred Oliver   |  |  |  |  |
|    | Stati Uniti (bandiera) |       | Robert Penn   |  |  |  |  |

- Allenatore:  Everett Dean